# ZED Football Club
Pour les articles homonymes, voir Al Jaish.
Actualités
Le ZED Football Club, plus couramment abrégé en ZED FC, est un club égyptien de football fondé en 2009 et basé à Gizeh.
Il évolue actuellement en première division.

## Histoire
Le club est fondé en novembre 2009 sous le nom FC Masr, la saison 2009-2010 ayant déjà débuté le club ne pourra participer que la saison suivante à la quatrième division égyptienne. Finalement, il ne s'inscrira que deux ans après sa fondation. Le club qui évolue en rouge et noir termine sa première saison 2011-2012 en bonne posture pour s'assurer une promotion, quand toute la saison sera annulée par la fédération à la suite des incidents en février 2012 à Port-Saïd, un drame causant la mort de 74 personnes.
La saison suivante, le club est donc toujours en quatrième division, terminera à la première place et sera promu en troisième division. Au troisième niveau, le FC Masr se qualifie pour le groupe de promotion pour la deuxième division et gagnera une nouvelle promotion, la deuxième en deux ans d'activité.
Lors de la saison 2018-2019 en deuxième division, le FC Masr termine à la tête du Groupe B et est promu la première fois en Premier League. Le club joue ses matchs au stade Al Salam, le stade de l'armée au Caire, mais il ne séjournera qu'une saison dans l'élite égyptienne en terminant à la dernière place.
Après son retour en deuxième division, le club se renomme ZED FC après son rachat par la société ZED Sports et change ses couleurs en noir et vert. En 2021, le club rentre dans un partenariat avec le club anglais d'Aston Villa qui appartient également au propriétaire de ZED Sports, l'homme d'affaire Nassef Sawiris. Plus tard d'autres clubs se joindront au consortium comme le Vitória Guimaraes (Portugal), Vissel Kobe (Japon) ou Real Unión Club (Espagne).
En 2022-2023, le ZED FC termine à la première place de la 2e division et est de nouveau promu en Premier League. Pour la saison 2023-2024 et son retour dans l'élite, le club dispute ses matchs au stade international du Caire qu'il partage avec les deux grands du football égyptien, Al Ahly Sporting Club et Zamalek Sporting Club. Il termine sa saison à la 7e place et sera finaliste de la Coupe d'Égypte 2024, perdant 1 à 0 en finale contre le Pyramids FC.